# Lothar Piche
Lothar Piche (* 27. Mai 1926 in Zwickau; † 8. März 2018) war ein deutscher Politiker (DSU). Er war Alterspräsident der letzten Volkskammer.

## Leben
Piche besuchte von 1932 bis 1940 die Volksschule. Anschließend absolvierte er bis 1943 eine Ausbildung zum Elektroinstallateur. Danach wurde er zum Kriegsdienst eingezogen. Nach Kriegsende fand Piche zunächst eine Anstellung im Zwickauer Horch-Werk, wo er als Demontagearbeiter eingesetzt wurde. Danach ging er für einige Jahre als Elektromonteur zur Wismut AG.
Nach eigenen Angaben war Piche dann als Traktorenbauer tätig, was darauf schließen lässt, das er an der Fertigung des Traktors RS 01 „Pionier“ beteiligt war, der bis 1956 in den Zwickauer Horch-Werken gefertigt wurde. Später war er im Zwickauer Sachsenring-Werk als Gruppenleiter für Materialwirtschaft tätig. 1977 wurde Piche bei einem Überfall schwer verletzt, der damals 51-Jährige wurde anschließend invalidisiert und lebte als Invalidenrentner in Cainsdorf.

## Politische Laufbahn
Piche schloss sich während der politischen Wende in der DDR der neu gegründeten rechtskonservativen Partei Deutsche Soziale Union an, die speziell in den südlichen Bezirken der DDR großen Zulauf hatte. Bei den Volkskammerwahlen 1990 kandidierte er im Wahlbezirk Karl-Marx-Stadt auf Listenplatz 5. Da die DSU in diesem Wahlbezirk mit 14,8 % der Wählerstimmen das beste Wahlergebnis aller Wahlbezirke erreichte, damit drittstärkste Partei im Wahlbezirk wurde und 7 Mandate gewann, zog Piche als Abgeordneter in die Volkskammer ein. Da der älteste Abgeordnete, Günter Kilias, bei der ersten Volkskammersitzung am 5. April 1990 erkrankt war, wurde Piche die Ehre zuteil, als Alterspräsident die erste Volkskammersitzung der 10. Wahlperiode zu eröffnen und zu leiten. Außerdem gehörte er für die DSU dem Präsidium der Volkskammer an. 
Im September 1990 behauptete die Bild-Zeitung, dass Piche angeblich jemanden mit pornographischen Fotos erpresst habe, angeblich um Piches Immunität als Abgeordneter aufheben zu lassen. Dies wurde aber von der Volkskammerpräsidentin Sabine Bergmann-Pohl dementiert. Parteiintern wurde Piche jedoch trotzdem dazu veranlasst, sein Mandat ruhen zu lassen und seine Kandidatur als Beobachter des Europäischen Parlaments zurückzuziehen. Die Vorwürfe gegen Piche wurden nie geklärt. Er trat daraufhin im November 1990 aus der DSU aus. Piche warf dem damaligen DSU-Vorsitzenden Hansjoachim Walther vor, dass er nicht erkannt habe, dass diese Affäre 4 Wochen vor den Landtagswahlen nicht vordergründig gegen ihn, sondern gegen die Partei gerichtet war. Er nahm damit Bezug auf das Wahlergebnis der DSU bei den Landtagswahlen in Sachsen, wo sie mit 3,6 % deutlich den Einzug in das Landesparlament verfehlte.